# Miguel Ángel Loor
Miguel Ángel Loor Centeno (Guayaquil, 11 de diciembre de 1982) es un abogado y dirigente deportivo ecuatoriano. Loor ha sido parte de directivas de varios clubes de fútbol, asociaciones deportivas, y actualmente es el presidente de la Liga Profesional de Fútbol del Ecuador (o LigaPro), organismo que dirige los torneos de las divisiones superiores del fútbol profesional de dicho país, siendo el primero en su cargo.

## Carrera profesional

### Inicios de carrera dirigencial
Entre los años 2007 y 2010 Miguel Ángel Loor se desempeñó como secretario de la directiva del Barcelona Sporting Club durante las administraciones de los presidentes Eduardo Maruri y Alfonso Harb. Luego de pasar por el club canario, también participó dentro de la Asociación de Fútbol del Guayas (AFG o Asoguayas), organismo rector del fútbol dentro de la provincia del Guayas.
Desde el 2015 formó parte del directorio del Guayaquil Sport Club, trabajando también con el director técnico Pool Gavilánez. Durante este período Guayaquil Sport tuvo un buen desempeño que lo llevó a luchar directamente por un cupo de la primera categoría del fútbol ecuatoriano en la Serie B.

### Presidente de Guayaquil City y creación de Liga Pro
El 20 de diciembre de 2016, Mario Canessa, presidente honorífico del River Ecuador, anunció de manera oficial la contratación de una nueva directiva, la cual fue la misma del Guayaquil Sport Club. Loor fue parte de la directiva como vicepresidente hasta mediados del 2017.
A mediados del 2017, el club River Ecuador sufrió una transformación institucional que conllevó a que cambie su nombre por el de «Guayaquil City Fútbol Club», y que Miguel Ángel Loor deje la vicepresidencia del club para ocupar el cargo de presidente de dicha institución.
Desde el año 2014 varios de los clubes pertenecientes a la Primera Categoría del fútbol ecuatoriano de la Serie A y la Serie B se habían organizaron sistemáticamente para promover la creación de una asociación profesional de clubes que maneje las máximas divisiones del país independientemente de la Federación Ecuatoriana de Fútbol; es así como inició a gestionarse la Liga Profesional de Fútbol. Loor, en calidad de presidente del Guayaquil City, fue uno de los principales gestores dentro de la última fase de la conformación del nuevo ente en compañía de las directivas de otros clubes como Barcelona, Emelec, Liga de Quito, entre otros.

### Presidente de la Liga Profesional de Fútbol
En el abril del 2018, viajaron a España los 19 dirigentes de clubes que conformaron la directiva provisional de la LigaPro -nombre comercial de la Liga Profesional de Fútbol del Ecuador- con el objetivo de firmar acuerdo y participar en capacitaciones con representantes de la LaLiga (Liga Española de Fútbol); y durante este viaje llegaron a la decisión de nombrar a Miguel Ángel Loor como el primer presidente del nuevo ente. Luego de esta designación renunció a la presidencia de Guayaquil City, e inició su período como presidente del directorio de LigaPro junto a 4 vocales representante de equipos de Serie A (Barcelona, Emelec, Liga de Quito y Deportivo Cuenca) y 3 de la Serie B.

#### Control económico y vínculo con LaLiga de España
Dentro de la dirigencia de Loor, la LigaPro apuntó como prioridad el control económico de los clubes con respecto al sobreendeudamiento de varios equipos que al final no podían cumplir obligaciones contractuales ni de afiliación a la seguridad social con jugadores. La medidas tomadas contemplaron la retención del dinero de ingresos por derechos televisivos, utilizado para el pago a jugadores y demás trabajadores; y la separación de clubes que no lograron sostener sus finanzas. Para esta tarea LigaPro firmó un convenio de cooperación con LaLiga con lo cual se implementó un mecanismo similar al español debido al éxito acaecido en dicho país.
En concordancia con el convenio de cooperación de las entidades de ambos países, LigaPro nombró al español Luis Manfredi como director ejecutivo en mayo de 2018, quien ocupó ese cargo hasta diciembre de 2019. El comité ejecutivo de la LigaPro -en sesión del 21 de noviembre de 2019- decidió renovar el contrato con LaLiga española para los periodos 2020 y 2021, nombrando como nuevo director ejecutivo al también español Alberto Díaz.

#### Derechos televisivos y contrato con GolTV
Loor, al mando de la La LigaPro firmó el 11 de mayo de 2018 un contrato con la empresa uruguaya GolTV por los derechos audiovisuales del campeonato ecuatoriano de fútbol con duración de 10 años, luego de haber pasado por litigios judiciales durante varios meses. El contrato entre LigaPro y GolTV se confirmó con una base de 314 millones de dólares pagaderos dentro de los 10 años en que dura el contrato, más una proyección inicial estimada en 265 millones de dólares como excedentes, con lo cual la institución receptaría ganancias de hasta 579 millones de dólares estadounidenses. El ingreso para el 2019 tuvo un aumento del 5% con respecto a primer año de contrato, otorgando alrededor de 23,1 millones de los cuales el 82% se entregó a los clubes de Serie A y el 18% entre los equipos de la B.
El contrato con GolTV supone un incremento sustancial en los ingresos por derechos televisivos que se han registrados dentro del fútbol ecuatoriano. Actualmente el canal GolTV se encuentra disponible en todas las operadoras de televisión por cable del país, y LigaPro es socia de un 75% de las utilidades que genera este contrato.[cita requerida]

#### Renovación de imagen institucional e ingresos por patrocinadores
Bajo el mando de Loor, la LigaPro inició una renovación de la imagen del fútbol ecuatoriano, tanto en la publicidad, como el lo administrativo. Tuvo avances en el tema de patrocinadores (sponsors en inglés) oficiales pactando y firmando contratos que llevarían a triplicar los ingresos estimados en comparación a los anteriores campeonatos organizados por la Federación Ecuatoriana de Fútbol.